# Bahnhof Monaco-Monte-Carlo

Karte der verschiedenen Bahnhöfe von Monaco

Der Bahnhof Monaco-Monte-Carlo (monegassisch staçiun de Mu̍negu-Munte-Carlu) ist der einzige Bahnhof im Fürstentum Monaco. Er liegt an der Bahnstrecke Marseille–Ventimiglia, die auf einer Länge von 1,7 Kilometern über monegassisches Staatsgebiet verläuft. Da der Staat keine eigene Bahngesellschaft besitzt, wird der Bahnhof durch die französische Staatsbahn SNCF betrieben und bedient.
Ein erster Bahnhof Monte-Carlo wurde 1869 in Betrieb genommen. Um Platz für weitere Quartiere des dicht besiedelten Stadtstaates zu schaffen, wurden bis 1999 die gesamten Bahnanlagen in Monaco unter die Erde verlegt und ein neuer dreigleisiger Tunnelbahnhof errichtet.
Bis Juni 2021 wurde der Bahnhof im internationalen Fernverkehr durch Thello mit täglich bis zu vier Zugpaaren von Nizza bzw. Marseille nach Mailand bedient. Zudem hielt bis März 2020 der wöchentliche Nachtzug Nizza–Moskau in Monaco-Monte-Carlo. Seit dem Wegfall dieser Verbindungen wird der Bahnverkehr ausschließlich durch Regionalzüge der TER PACA (Provence-Alpes-Côte d’Azur) abgewickelt, die von Grasse beziehungsweise Cannes-La Bocca nach Ventimiglia verkehren.

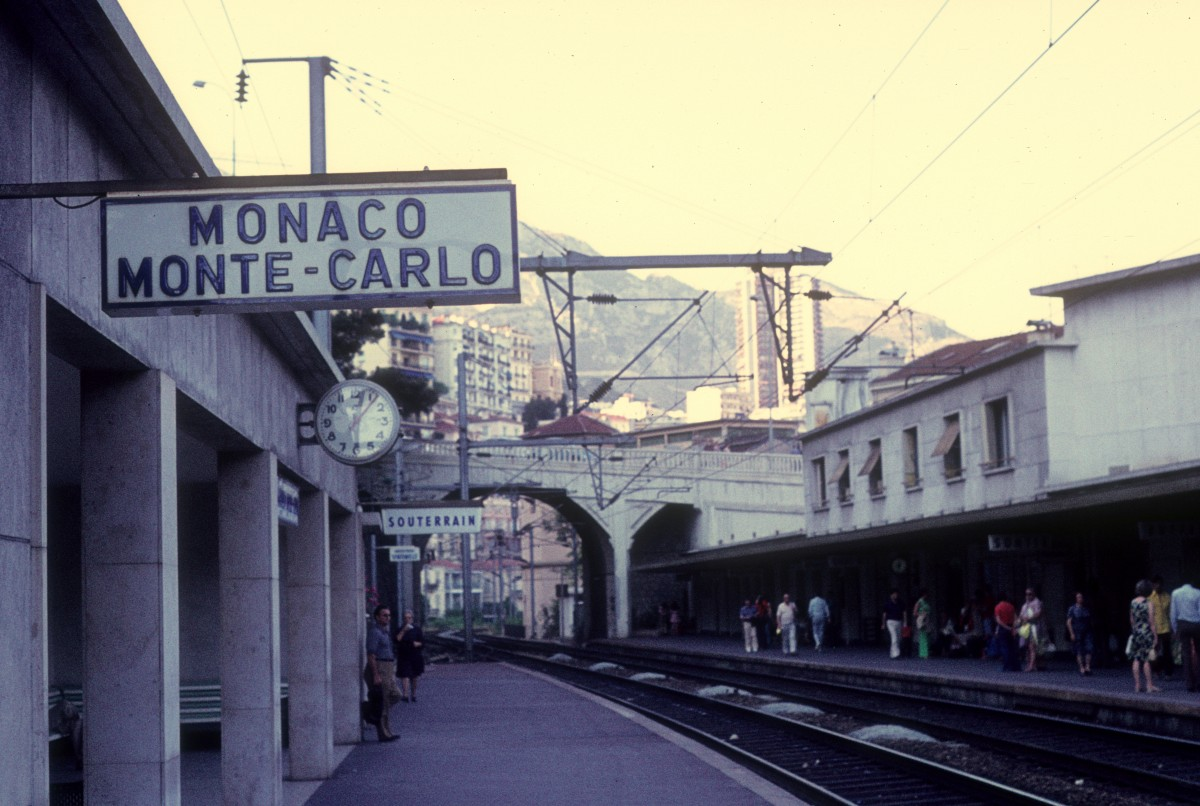
Oberirdischer Bahnhof (12. August 1974)
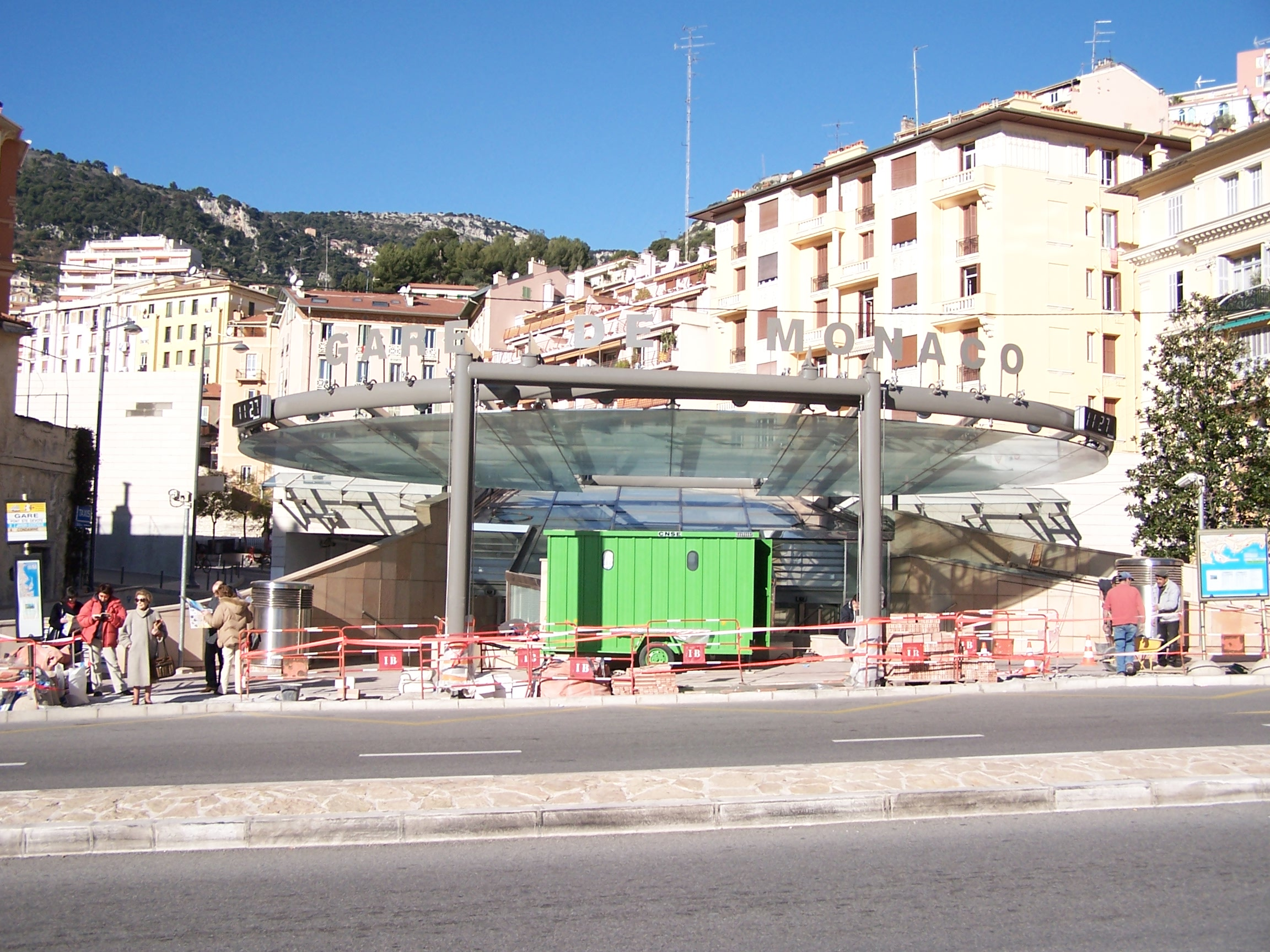
Eingangsportal des Bahnhofs (2006)
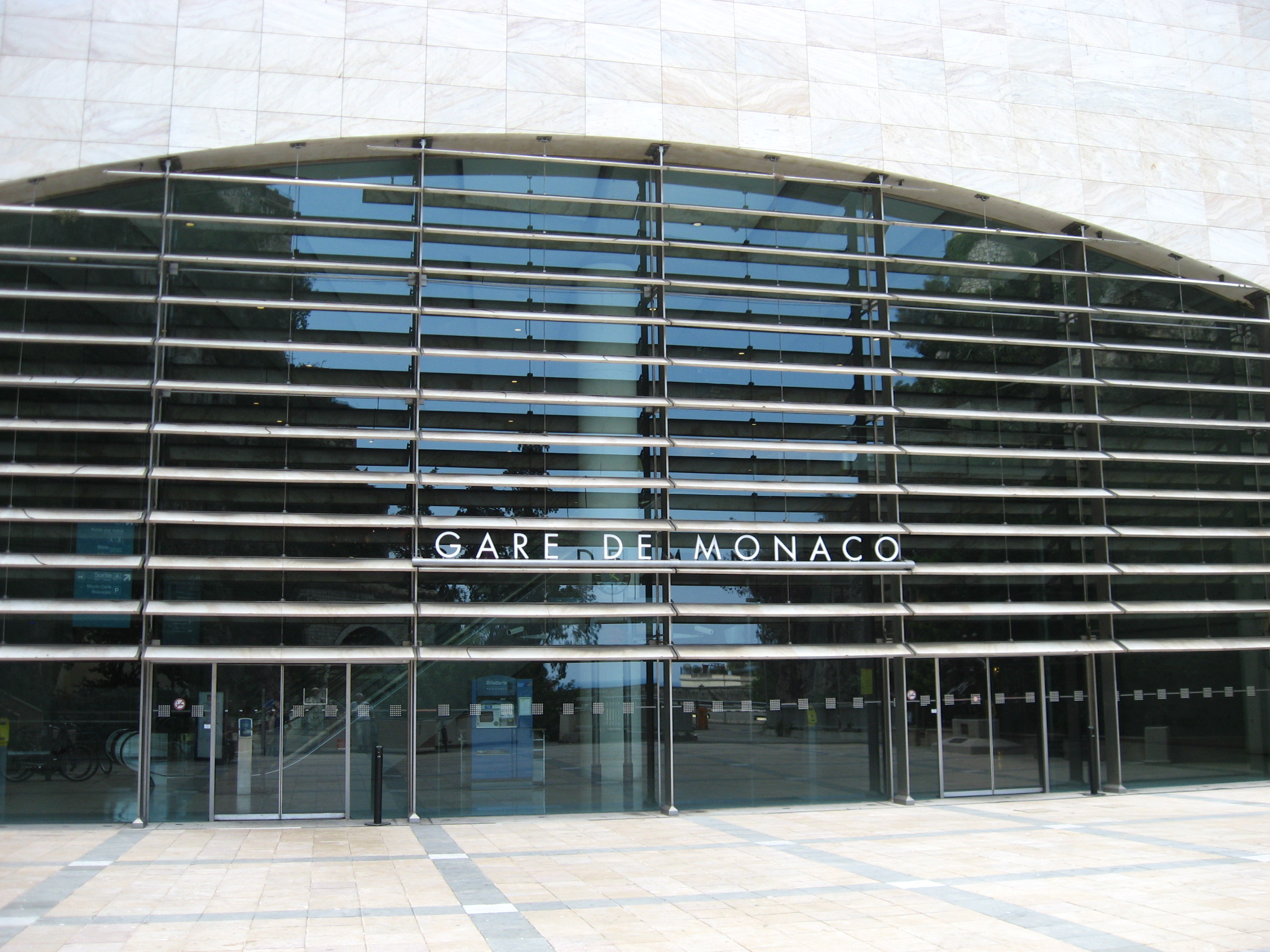
Eingang des Bahnhofsgebäudes
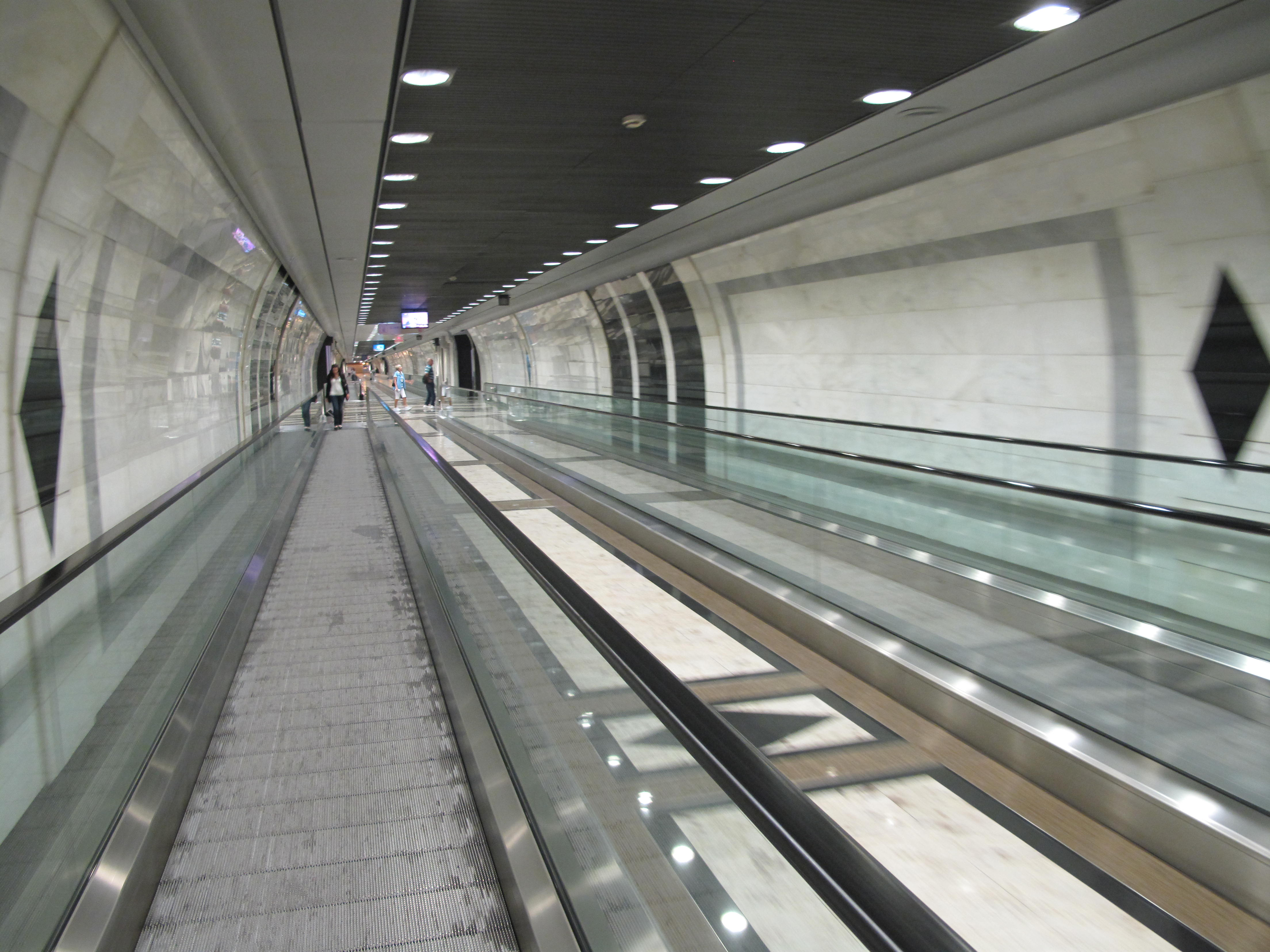
Korridor